# Vrtine
Vrtine (Servisch cyrillisch Вртине) is een plaats in de Servische gemeente  Raška. De plaats telt 117 inwoners (2002).